# التحليلات الثقافية
التحليلات الثقافية هي استكشاف وتحليل لمجموعات بيانات ثقافية ضخمة ذات طابع بصري، كل من الأدوات البصرية الرقمية والوسائط البصرية والتفاعلية المعاصرة. تأخذ على عاتقها تحدي إيجاد أفضل طريقة لاستكشاف مجموعات من المحتوى الثقافي الغني، طور باحثو التحليلات الثقافية طرقًا جديدة وتقنيات حدسية بصرية تعتمد على التصوير المرئي عالي الدقة ومعالجة الصور رقميًا. تُستخدَم هذه الطرق لتناول كل من التساؤلات البحثية القائمة في مجال العلوم الإنسانية، واستكشاف أسئلة جديدة، وتطوير مفاهيم نظرية جديدة تلائم المقياس الضخم للثقافة الرقمية في أوائل القرن الحادي والعشرين.

## التاريخ
صِيغ مصطلح التحليلات الثقافية من قبل ليف مانوفيتش في عام 2007. تتشارك التحليلات الثقافية الكثير من الأفكار والمقاربات مع التحليلات البصرية («علم الاستنتاج التحليلي اعتمادًا على الواجهات البصرية التفاعلية») وتحليل البيانات البصري.
تحليل البيانات البصرية يدمج الطرق الحسابية المتقدمة مع المحركات البصرية المعقدة، على قدر عالٍ، بغرض استثمار قدرة البشر الاستثنائية على رؤية الأنماط والتراكيب حتى في أعقد العروض البصرية. تُطبَّق حاليًا على مجموعات بيانات ضخمة، متباينة وديناميكية، كتلك المتولدة في دراسات الفلك، والسوائل، وعلم الأحياء، وعمليات أخرى معقدة، أصبحت التقنيات على قدر كافٍ من التعقيد بحيث تسمح بالمعالجة التفاعلية للمتغيرات في الزمن الحقيقي. تسمح شاشات العرض فائقة الدقة لفرق الباحثين بتكبير الصور لاختبار مزايا محددة في العروض، أو لاستكشاف مسارات بصرية مثيرة للاهتمام، متتبعين بديهتهم وحتى حدسهم ليروا إلى أين قد يودي ذلك. بدأت الأبحاث العلمية الجديدة حاليًا بتطبيق هذه الأنواع من الأدوات على العلوم الاجتماعية والإنسانية كذلك، وتقدم هذه التقنيات وعدًا هامًا بمساعدتنا على فهم العمليات الاجتماعية المعقدة كالتعلم، والتغيير السياسي والمؤسساتي، وانتشار المعرفة.
بينما سمحت القدرة الحوسبية المتزايدة والتطورات التقنية للتفاعلات المرئية باكتشاف  مجموعات بيانات ضخمة باستخدام العروض البصرية، فإن الدافع الفكري لفهم العمليات الثقافية والاجتماعية يسبق الكثير من هذه التطورات الحاسوبية. يقدم الرسم المكثف المشهور لتشارلز جوزيف مينارد الذي يظهر زحف نابوليون إلى موسكو مثالًا من القرن التاسع عشر. في عهدٍ أقرب، يمهد استبيان بيير بورديو التاريخي حول ممارسات الاستهلاك الثقافي لدى الباريسيين في منتصف القرن، الموثق في كتابه التمييز، لدراسة الثقافة والجماليات من خلال عدسة مجموعات البيانات الضخمة. في عهد أقرب من ذلك، كتاب فرانكو موريتي مخططات بيانية، خرائط، أشجار، نماذج مجردة لتاريخ الأدب. إلى جانب الكثير من المشاريع في العلوم الإنسانية الرقمية، يُظهر كل ذلك فائدة تحليل المواد الثقافية على مقياس كبير.

## الأبحاث العلمية الحالية
حتى تاريخ اليوم، طُبِّقت التحليلات الثقافية على الأفلام، والرسوم المتحركة، وألعاب الفيديو، والقصص المصورة، والمجلات، والكتب، وغيرها من المنشورات المطبوعة، والأعمال الفنية، والصور، ومجموعة متنوعة من محتوى الوسائط. تتراوح التقنيات المستخدمة من البرامج مفتوحة المصدر التي يمكن تنزيلها على أي حاسوب شخصي إلى المعالجة بالحواسيب الفائقة وشاشات العرض العملاقة مثل هايبر سبيس (42000×8000بكسل)

## المنهجيات
تتضمن المنهجيات التي تدرج تحت مظلة التحليلات الثقافية التنقيب عن البيانات في مجموعات بيانات ثقافية ضخمة ذات صلة (مثل دراسات فهارس المكتبات، ومجموعات الصور، وقواعد بيانات التواصل الاجتماعي الشبكي). تُستخدَم المعالجة الصورية للفيديوهات الثابتة والمتحركة، مع خاصية التعرف على مزايا معينة وكذلك استخراج البيانات الصورية في دعم الأبحاث العلمية المتعلقة بالتغيير الثقافي والتاريخي. تُوظَّف المنهجيات التحليلية الثقافية في دراسة ألعاب الفيديو وأشكال أخرى من البرمجيات وتفسيرها على كلا المستويين، علم الظواهر (التفاعل الإنساني الحاسوبي، واستخراج المزايا) أو على مستوى الأشياء (تحليل الكود المصدري).
تعتمد التحليلات الثقافية بشكل كبير على الأدوات المعتمدة على البرمجيات، ويترابط هذا المجال مع نظام دراسة البرمجيات الناشئ. بينما تكون مواضيع المقاربة التحليلية الثقافية غالبًا عروضًا رقميةً للعمل، عوضًا عن العمل في شكله المادي الأصلي، فإن مواضيع الدراسة لا تحتاج أن أعمالًا رقمية بحد ذاتها.

## منهجيات ذات صلة
- الدراسة الرقمية الثقافية
- تصوير بيانات
- تنقيب في البيانات
- فن الوسائط الجديد
- دراسات البرمجيات